# Jamie McCourt
Jamie McCourt (Baltimora, 5 dicembre 1953) è una politica e diplomatica statunitense.
È l'attuale ambasciatore degli Stati Uniti in Francia.

## Biografia
Jamie McCourt si è laureata al Massachusetts Institute of Technology di Cambridge ed è un esponente del Partito Repubblicano.